# Phục bích tại Vương quốc Anh
Phục bích (tiếng Trung: 復辟), còn được phiên âm là phục tích hay phục tịch, nghĩa đen là "khôi phục ngôi vua" là trường hợp một quân chủ đã từ nhiệm hoặc đã bị phế truất hay từng bị lật đổ bởi các cuộc cách mạng và đảo chính trong nước, thậm chí phải lưu vong do nạn ngoại xâm nhưng sau đó khôi phục lại được ngôi vị của mình. Dưới đây liệt kê những cuộc phục bích tại Vương quốc Liên hiệp Anh và Bắc Ireland.

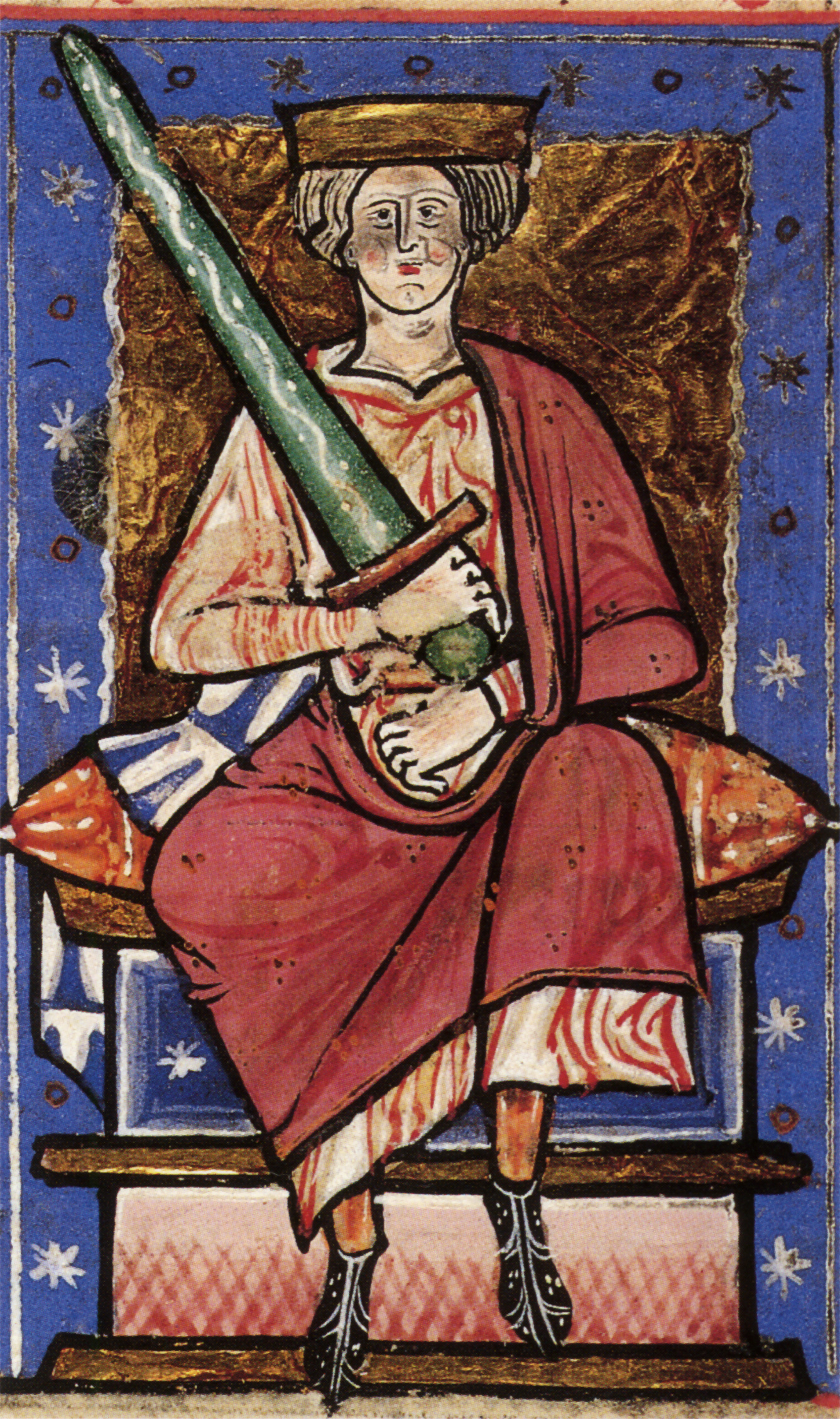
Æthelred the Unready

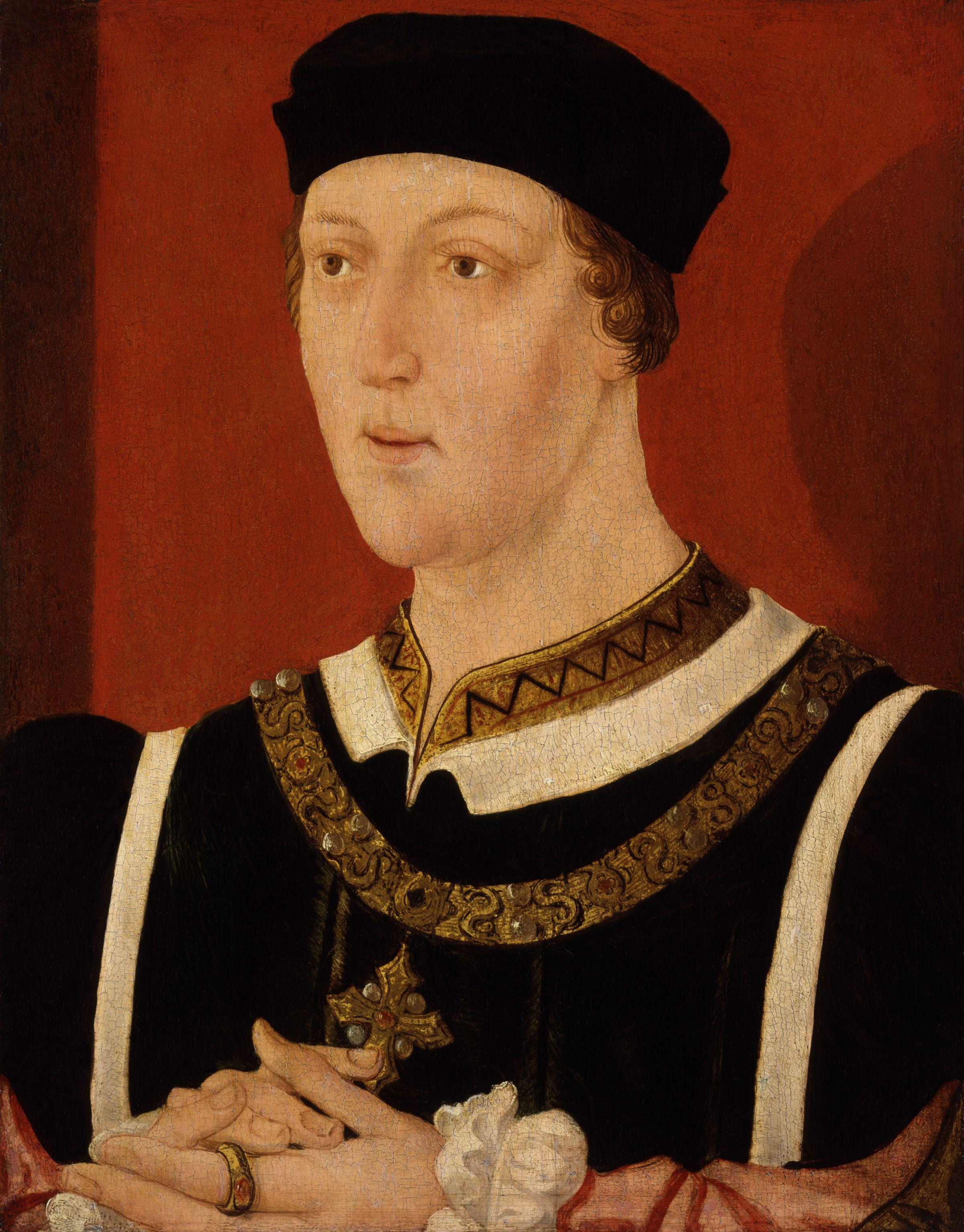
Henry VI

## Anh

### Nhà Wessex
- Æthelred the Unready (tại vị:978–1013, phục vị:1014–1016)

Năm 1013, vua Đan Mạch Svend Tveskæg đem quân tấn công nước Anh, Æthelred the Unready đại bại bỏ chạy sang khu vực Normandie của nước Pháp. Người Đan Mạch thống trị nước Anh chưa được một năm thì Svend Tveskæg đột ngột băng hà, quân đội Đan Mạch buộc phải triệt thoái do làn sóng chống đối từ người bản xứ dâng cao, Æthelred the Unready nhân cơ hội này từ Pháp quốc quay về cố hương phục hưng triều đại.

### Nhà Lancaster
- Henry VI (tại vị:1422–1461, phục vị:1470–1471)

Năm 1461, sau một loạt các trận chiến khốc liệt giữa hai nhà Lancaster và York, quốc vương Henry VI đã bị lật đổ và bị cầm tù bởi người anh em họ của mình, Edward York, người đã trở thành vua của nước Anh với tên hiệu Edward IV. Vào thời điểm này Henry VI thường xuyên trở nên điên rồ và dường như ông đã cười và ca hát trong khi trận St Albans lần thứ hai nổ ra để giải cứu cho chính mình, nhưng Edward vẫn có thể chiếm ngôi vua nước Anh, Henry VI và hoàng hậu của ông chạy trốn đến Tô Cách Lan. Trong thời gian đầu tiên của triều đại Edward IV, phe Lancaster vẫn tiếp tục kháng cự chủ yếu là dưới sự lãnh đạo của Hoàng hậu Marguerite và những quý tộc vẫn trung thành với bà ở các quận phía Bắc của nước Anh và xứ Wales. Henry VI, người đã được che chở một cách an toàn bởi các đồng minh của nhà Lancaster ở Scotland, Northumberland và Yorkshire, nhưng cuối cùng ông vẫn bị bắt bởi vua Edward IV trong năm 1465 và sau đó bị giam giữ tại ngục Tháp London. Hoàng hậu Marguerite quyết tâm giành lại ngai vàng thay mặt chồng và con trai của bà, theo sự thúc đẩy từ vua Louis XI của Pháp, họ đã thành lập một liên minh bí mật với Margaret. Sau khi cho con gái của mình kết hôn với Edward xứ Westminster, con trai Henry và Margaret, Bá tước Warwick quay trở lại Anh và đánh bại phe York trong một trận chiến và phục hồi ngôi vị của Henry VI trong năm 1470 và buộc Edward IV phải sống lưu vong. Tuy nhiên, vào thời gian này, thực chất Bá tước Warwick và Công tước Clarence thực sự là những nhà cai trị nước Anh nhân danh Henry VI.

### Nhà York

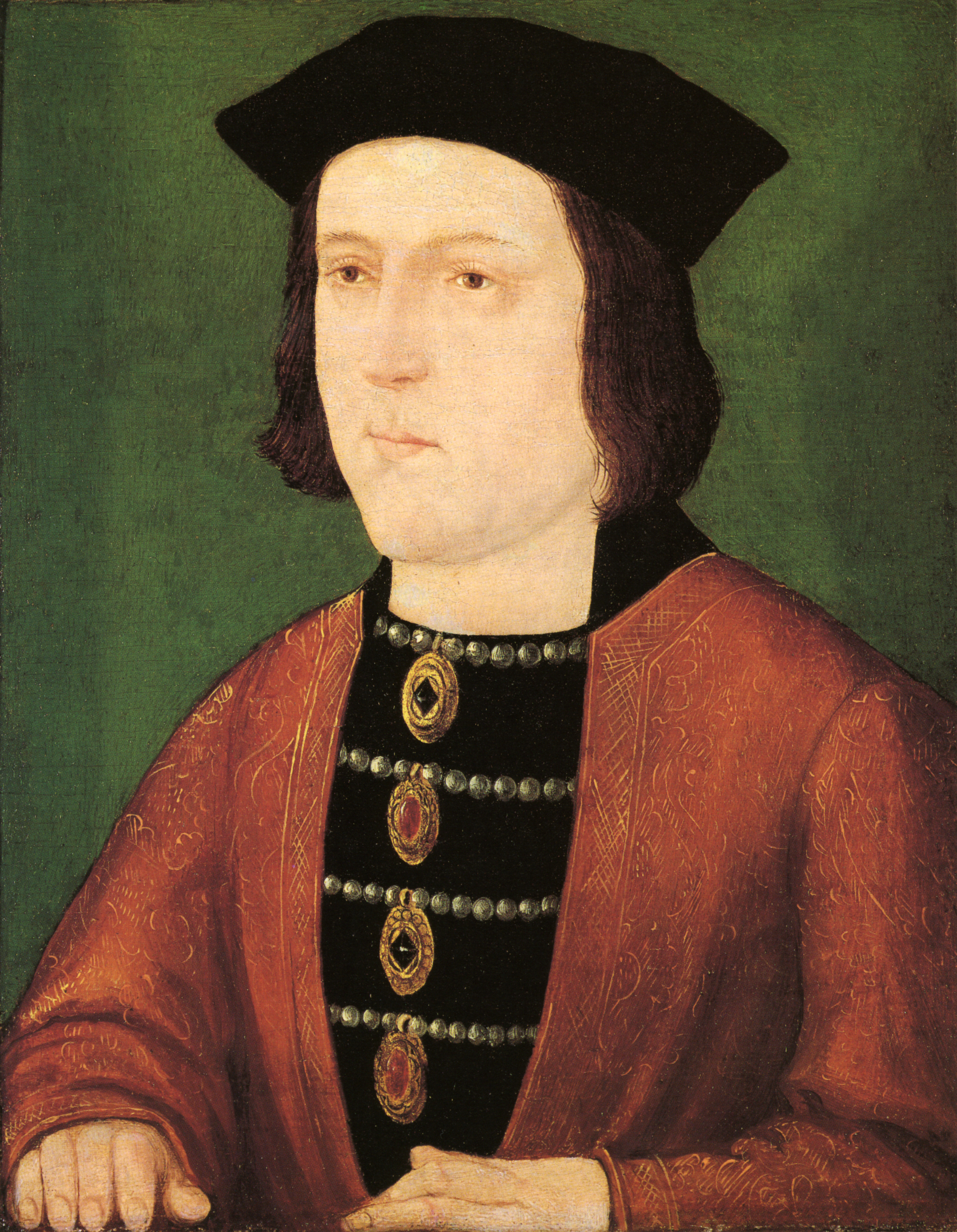
Edward IV

- Edward IV (tại vị:1461–1470, phục vị:1471–1483)

Năm 1470, Henry VI được Bá tước Warwick và Công tước Clarence tập hợp binh lực đưa trở lại ngai vàng, Edward IV bị đánh bại chạy trốn sang nước Pháp. Tuy nhiên, thời gian Henry VI trở lại ngai vàng kéo dài không đến sáu tháng, Bá tước Warwick đã sớm làm cho mình lâm vào cảnh khó khăn khi tuyên chiến với xứ Bourgogne, bởi vì người đứng đầu xứ này đã giúp Edward IV những hỗ trợ cần thiết để giành lại ngai vàng của ông ta bằng vũ lực. Edward IV trở về Anh vào đầu năm 1471, sau đó ông đã hòa giải với Clarence và giết chết Warwick trong trận Barnet. Phe York đã giành một chiến thắng quyết định ở trận Tewkesbury ngày 04 tháng 5 năm 1471, và Edward của Westminster với danh hiệu Hoàng tử xứ Wales, con trai của Henry VI đã bị giết chết trong trận đánh này. Henry VI lại bị giam giữ trong ngục Tháp London lần nữa, nơi ông qua đời không lâu sau đó, Edward IV trở thành quân chủ vương quốc Anh lần thứ hai.

## Scotland

### Vương quốcPicts
- Nechtan mac Der-Ilei (tại vị:706–724, phục vị:728–729)

Năm 724, Nechtan mac Der-Ilei thoái vị để ủng hộ cháu trai mình là Drest VII rồi vào tu viện trở thành một giáo sĩ. Năm 726, Drest VII sợ Nechtan mac Der-Ilei có ý phục vị nên hạ lệnh bắt giam cựu vương. Cùng năm đó, Drest VII bị lật đổ bởi một kẻ giả danh vùng Alps, được một số người coi là anh em cùng cha khác mẹ của ông ta ủng hộ, người đó là Álpin de Dalriada. Tuy vậy, Drest VII vẫn chiếm cứ một vùng và thường xuyên giao tranh với Álpin de Dalriada. Năm 728, Nechtan mac Der-Ilei đã thoát khỏi nơi giam hãm, hô hào dân chúng chống lại cả Drest VII và Alpín de Dalriada, tuyên bố khôi phục vương quyền. Năm 729, Drest VII bị đánh bại và tử chiến trong trận Druim Derg Blathug bởi Óengus I, Alpín de Dalriada cũng bị đánh bại phải lưu vong sang Dál Riata. Ban đầu Óengus I tự lập làm vua, sau khi đánh bại hai đối thủ kia thì lại thoái vị để trả ngôi cho Nechtan mac Der-Ilei. Nhưng ít lâu sau hai người nảy sinh mâu thuẫn, Nechtan mac Der-Ilei đã thua Óengus I tại Monith Carno và Óengus I trở thành vua Picts lần thứ hai.
- Óengus I (tại vị:728, phục vị:729–761)

Năm 728, Óengus I nhân sự hỗn loạn ở Picts thừa cơ nổi dậy tự lập làm vua. Ít lâu sau, Nechtan mac Der-Ilei cũng tuyên bố phục vị. Như vậy tại thời điểm đó có bốn vị vua cùng tranh giành quyền lực tại Picts là: Drest VII, Álpin de Dalriada, Óengus I và Nechtan mac Der-Ilei. Nhưng Óengus I nhanh chóng đứng về phía cựu vương Nechtan mac Der-Ilei, ông từ nhiệm và chiến đấu dưới ngọn cờ của vị vua này. Năm 729, ông lần lượt đánh bại Drest VII và Álpin de Dalriada. Sau đó, Óengus I lại nảy sinh mâu thuẫn với Nechtan mac Der-Ilei, kết quả ông hạ bệ cựu vương để làm vua toàn cõi Picts.

### Vương quốc Picts và Triều đạiDál Riata
- Álpin de Dalriada (tại vị:726–728, phục vị:733–736)

Năm 728, sau hai năm trị vì, Álpin de Dalriada bị Óengus I đánh bật khỏi vương quốc Picts bởi hai cuộc chiến cam go khốc liệt. Ông chạy sang vương quốc Dál Riata lúc đó do anh trai ông, vua Eochaid mac Echdach cai quản, khi vị vua này mất năm 733 thì Álpin de Dalriada lên ngôi trở thành quân chủ của Dál Riata.

### Triều đạiDál Riata
- Dúngal mac Selbaich (tại vị:723–726, phục vị:733–736)

Năm 726, Dúngal mac Selbaich bị trục xuất khỏi tổ quốc sau khi lên ngôi ba năm bởi người đứng đầu Eochaid mac Echdach của Cenél Gabráin, ông đã cố gắng trong vô vọng để giành lại ngai vàng của mình trong trận chiến Irros Foichnae (Ross Feochan gần Loch Awe ở Argyll) vào năm 727. Năm 733, Eochaid mac Echdach chết, Dúngal mac Selbaich tự lập làm vua Dál Riata, ông tìm đủ mọi cách để giành chiến thắng trước người anh em của ông ta, Alpin mac Echdach. Hai bên đang kìm hãm nhau trong thế giằng co, thì xuất hiện thêm một lực lượng mới do Muiredach mac Ainbcellaich lãnh đạo, như vậy tình hình ở Dál Riata bấy giờ gọi là "tam phân đỉnh túc".

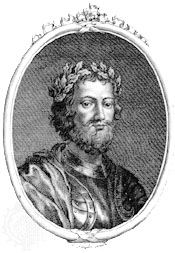
Cináed mac Maíl Coluim

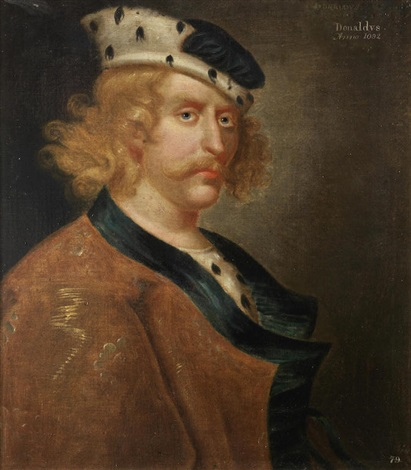
Donald III

### Triều đại Alpin
- Cináed mac Maíl Coluim (tại vị:971–973, phục vị:977–995)

Năm 973, Cináed mac Maíl Coluim bị lật đổ bởi Amlaib, anh trai của người tiền nhiệm Cuilén. Năm 977, ông đã thành công trong việc sát hại Amlaib để giành lại ngai vàng về cho mình.

### Triều đại Dunkeld
- Donald III (tại vị:1093–1094, phục vị:12/11/1094–1097)

Năm 1094, cháu trai của Donald III là Donnchad mac Maíl Coluim, con trai của Malcolm và người vợ đầu tiên Ingibiorg Finnsdottir, đã dẫn đầu một đội quân của Anglo-Normans và Northumbrians -law Gospatric, kết hợp với Bá tước Northumbria. Cuộc xâm lược đã thành công trong việc đưa Donnchad mac Maíl Coluim lên ngai vàng, với đế hiệu Duncan II, nhưng một cuộc nổi dậy đã đánh bại các đồng minh của Duncan II và buộc ông ta phải gửi đi quân đội nước ngoài của mình. Lý do có cuộc chính biến này là Donald III đã không thể có được sự ủng hộ của một số chủ đất và các quan chức nhà thờ ở vùng đất thấp Scotland, những người có quan hệ với chế độ của người tiền nhiệm. Duncan II đã lợi dụng, đàm phán liên minh với những người ủng hộ bất mãn này của cha mình và có được sự hỗ trợ tài chính và quân sự thiết yếu cho sự nghiệp của ông ta. Duncan II đã lãnh đạo một đội quân lớn, bao gồm các hiệp sĩ lính đánh thuê và bộ binh, nhiều người trong số những người lính này có lẽ đến từ Northumbria, phản ánh sự liên kết gia đình của Duncan II với Gospatrick. Donald III đã huy động những người ủng hộ và quân đội của mình để đáp trả, giai đoạn đầu của cuộc chiến mang lại chiến thắng cho Duncan II, Donald III bị buộc phải rút lui về phía cao nguyên Scotland. Duncan II sau đó đã bị phục kích giết chết bởi chính hai người anh em của mình là Máel Petair và Mormaer of Mearns trong một trận chiến, trị vì chưa đầy bảy tháng, Donald III đã nối lại quyền lực.